# Flixbus
Flixbus — немецкая транспортная компания, осуществляющая дальние пассажирские автобусные перевозки по всей Европе, а также в США, Канаде и Бразилии. Основана в 2013 году. Штаб-квартира Flixbus в Мюнхене.
Услуги Flixbus предоставляются в сотрудничестве с региональными автобусными компаниями по всей Европе. Местные партнеры отвечают за ежедневное выполнение маршрутов, в то время как Flixbus отвечает за официальные разрешения, необходимые для работы междугородной сети. Flixbus занимается сетевым планированием, маркетингом, ценообразованием, управлением качеством и обслуживанием клиентов. Эта бизнес-модель обладает высокой масштабируемостью и позволяет компании быстро расти. Однако качество автобусов зависит от парка, доступного субподрядчикам.
В январе 2015 года объединилась с компанией MeinFernbus. В июле 2016 года приобрела у Stagecoach Group активы Megabus в континентальной Европе. После приобретения Postbus в 2016 году, FlixBus получил контроль над примерно 80 % рынка дальних автобусных перевозок в Германии. В 2017 году приобрела у Австрийских федеральных железных дорог автобусную компанию Hellö. В 2018 году объединилась с компанией PolskiBus. В мае 2018 года приобрела у Nobina автобусную компанию Swebus Express. В сентябре 2019 года приобрела у Actera Group автобусную компанию Kâmil Koç Busleri A.Ş. В 2020 году компания начала деятельность в России, но в августе 2022 года в связи со вторжением России на Украину компания прекратила продажу билетов в России «до дальнейшего уведомления», а также закрыла все маршруты, проходящие по её территории.